# Seaside (Florida)
Seaside is een planmatig aangelegde woongemeenschap in het Amerikaanse Walton County, in de staat Florida. Het werd gesticht in 1979 en heeft zowel vaste als vakantiebewoners.
Het ontwerp van Seaside wordt gerekend tot het New urbanism en wordt gezien als het eerste voorbeeld van deze stroming. Het dorp is ontworpen om mensen zo veel mogelijk met elkaar in contact te brengen. De houten, classicistische huizen zijn bijvoorbeeld voorzien van terrassen en balkons die dicht bij de stoep geplaatst zijn waardoor je makkelijk contact maakt met de mensen op straat. Seaside bleek een trendsetter en inspireerde projectontwikkelaars tot het bouwen van soortgelijke wijken in de Verenigde Staten.
Door critici wordt het concept als zeer rigide gezien aangezien er strikte esthetische richtlijnen gelden voor nieuw te bouwen huizen.

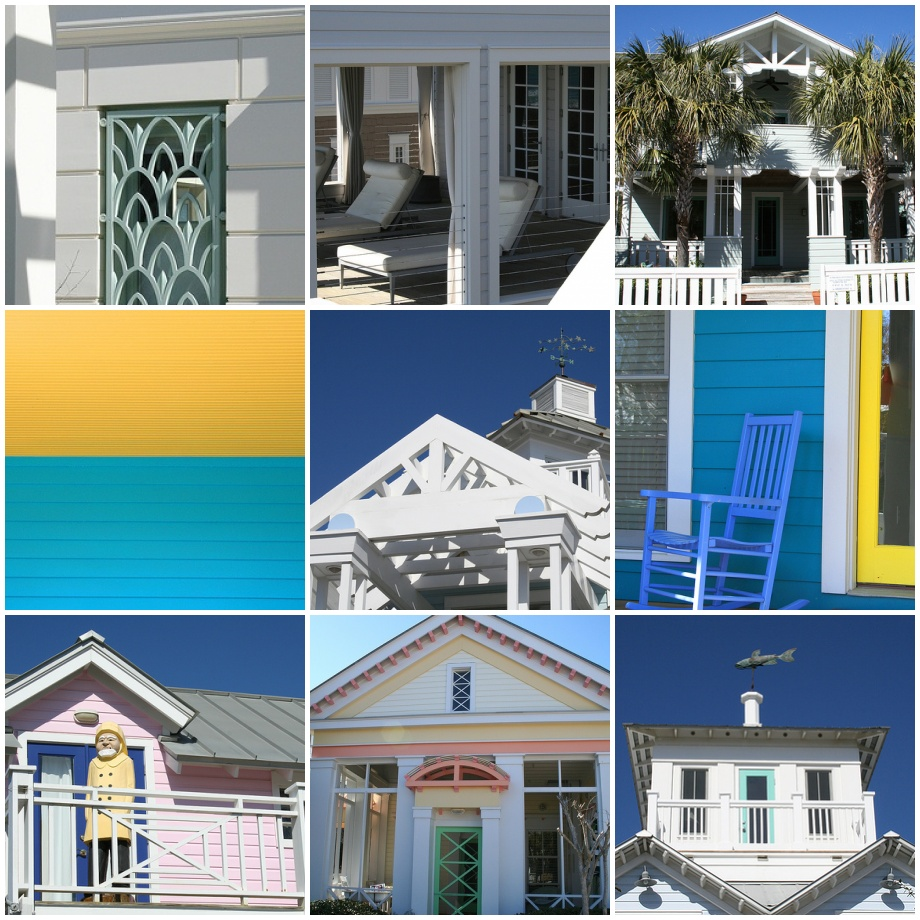
De bouwstijlen van Seaside

Seaside diende in 1998 als decor voor de speelfilm The Truman Show.